# 安嬪 (嘉慶帝)
安嬪（あんひん、乾隆50年1月21日（1785年3月1日） - 道光17年6月27日（1837年7月29日））は、清の嘉慶帝の妃嬪。姓は蘇完瓜爾佳氏。満洲鑲黄旗の出身。父は一等信勇公で、後金建国五大臣の一人フュンドンの玄孫にあたる二等侍衛安英。

## 生涯
嘉慶3年（1798年）、八旗選秀により、安常在に封ぜられ、入宮した。
嘉慶25年（1820年）12月、父帝嘉慶帝の崩御により帝位を継いだ道光帝は安常在を皇考安嬪に尊封した。
この頃の安嬪は皇考信妃劉佳氏とともに壽東宮で同居していたと思われる。
道光17年6月27日（1837年7月29日）に薨去し、同年7月27日に清西陵の妃園寝に陪葬された。

## 伝記資料
- 『清史稿』